# Naples, Utah
Naples är en ort i Uintah County i delstaten Utah, USA.